# NGC 2481
NGC 2481 ist eine linsenförmige Galaxie vom Hubble-Typ S0/a im Sternbild Zwillinge auf der Ekliptik. Sie ist schätzungsweise 93 Millionen Lichtjahre von der Milchstraße entfernt und hat einen Durchmesser von etwa 40.000 Lj. Wahrscheinlich bildet sie gemeinsam mit NGC 2480 ein gebundenes Galaxienpaar. 

Im selben Himmelsareal befindet sich weiterhin die Galaxie IC 481.
Das Objekt wurde am 28. Februar 1785 von William Herschel entdeckt.

## NGC 2481-Gruppe (LGG 150)
| Galaxie   | Alternativname | Entfernung/Mio. Lj |
| --------- | -------------- | ------------------ |
| PGC 21974 | UGC 4054       | 92                 |
| NGC 2480  | PGC 22289      | 102                |
| NGC 2481  | PGC 22292      | 93                 |